# 金色缘毛杨
金色缘毛杨（学名：Populus ciliata var. aurea）为杨柳科杨属下的一个变种。

## 扩展阅读
- 維基物種上的相關：金色缘毛杨